# کیلیچ‌اصلان (سولواووا)
کیلیچ‌اصلان (به ترکی استانبولی: Kılıçaslan) یک منطقهٔ مسکونی در ترکیه است که در سولواووا واقع شده‌است.